# Bislag
Bislag är en typ av sittbänkar framför husens ingångar, avslutade av höga stenstolpar med runda eller mångkantiga huvuden. Ordet bislag har plattyskt ursprung och betyder ursprungligen något som fogats till en byggnad. "Bisclagh" omtalas första gången i Lübeck 1333. Med största sannolikhet var bislagen ursprungligen en gavelförsedd träbänk som tillfälligt placerats vid ingången, och då anordningen gjordes permanent byggdes i sten. Ordet har ofta använts i vidare betydelse om förstukvist.
Seden att placera sådana bänkar framför ingången spred sig under 1400-talet i de nordtyska Hansastäderna som Lübeck, Hamburg och Lüneburg och spred sig därifrån till övriga städer runt Östersjön upp till Reval i norr. I Norge förekommer ett exempel i Tønsberg med stolpar daterade 1614. Enligt en inskrift skall de vara tillverkade i Skottland vilket är förvånande då bislag inte alls förekommer i där.
De äldsta bislagsstenarna har ett runt huvud utskjutande knoppar. I Tyskland finns gott om exempel på bislagstenar från 1400-talet. I Danmark är den äldsta daterade från 1521, ett antal kan dock vara äldre, men det är först under 1500-talet som sedan blir vanliare. I Sverige är den äldsta daterade från Malmö och 1525. Åtminstone en av bislagen i Visby är av 1400-talstyp. Seden med bislag levde kvar in på 1600-talet. På landsbygden kom de att influera utseendet på förstukvistar där flera härrör från ännu senare tid.
I Sverige har de främst förekommit i Skåne och städer som Lund, Ystad och Malmö, men även påträffats i Stockholm, Visby, Kalmar och Nyköping.